# Autolykos (krater księżycowy)

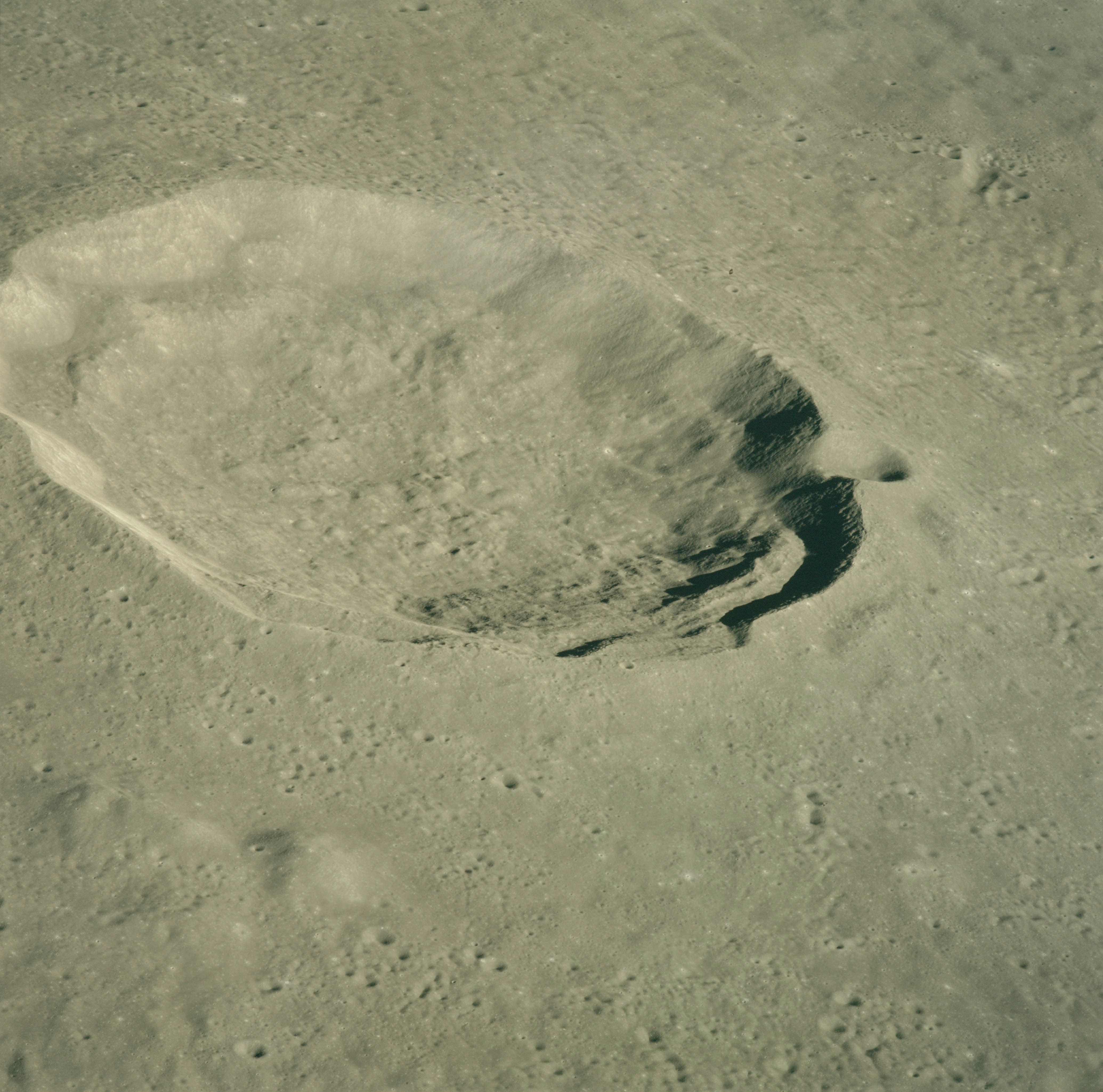
Zdjęcie krateru wykonane w czasie misji Apollo 15

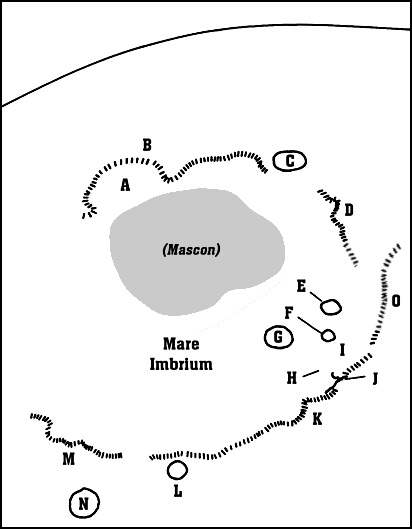
Mapa rejonu Mare Imbrium; Autolykos oznaczony jest literą F (w środku po prawej)

Autolykos to księżycowy krater uderzeniowy położony w południowo-wschodniej części Mare Imbrium. Na zachód od niego leży ponad dwa razy większy krater Archimedes. Zaraz na północ od Autolykosa leży Aristillus; zewnętrzne wały tych dwóch kraterów częściowo nachodzą na siebie na rozdzielającym je odcinku morza księżycowego.
Pierścień Autolykosa jest dość okrągły, choć nieco nieregularny. Krater ma niewielką ścianę zewnętrznego i nierówne wnętrze bez centralnego szczytu. Wokół rozrzucone są promieniście, na odległość ponad 400 km jasne skały; część z nich prawdopodobnie pokrywa też zalane lawą wnętrze Archimedesa.
Sonda Łuna 2 rozbiła się tuż na zachód-południowy zachód od krateru.

## Satelickie kratery
Standardowo formacje te na mapach księżycowych oznacza się przez umieszczenie litery po tej stronie centralnego punktu krateru, która jest bliższa Autolykosowi.
| Autolykos | Szerokość | Długość | Średnica |
| --------- | --------- | ------- | -------- |
| A         | 30,9° N   | 2,2° E  | 4 km     |
| K         | 31,2° N   | 5,4° E  | 3 km     |